# Animal (Fuck Like a Beast)
Animal (Fuck Like a Beast) è il primo singolo degli W.A.S.P.
Registrata nella prima parte del 1984, la canzone, a causa del testo controverso, è stata esclusa dalla versione originale del primo LP della band apparendo solo nella ristampa del 1998; la Capitol Records non voleva che l'album venisse escluso dalle più grandi catene di distribuzione.
Successivamente la casa discografica pensò di pubblicare il singolo solo in Europa con un package nero e un adesivo per avvisare il pubblico del testo esplicito. Nell'aprile del 1984 la Capitol fu costretta a distribuirlo con l'artwork originale, che raffigurava un perizoma con una sega circolare, per evitare che la band firmasse un accordo per una pubblicazione con l'etichetta indipendente Music For Nations. Nel 1988, successivamente alla pubblicazione dell'album Live...In the Raw, il singolo è stato ripubblicato con l'aggiunta di tre brani live tra cui la stessa title track e denominato Live Animal.

## Il testo
Per lungo tempo la canzone è stata composta solo dai primi due versi: "I've got pictures of naked ladies, lying on their beds". Fonte di ispirazione per Lawless era stata la foto di due leoni che si accoppiano apparsa sulla copertina della rivista National Geographic. In una intervista ed in un'introduzione alla canzone nell'album live The Sting, il cantante ha poi dichiarato che il completamento della canzone fu ispirato dall'aver visto l'attore Sam Kinison esibirsi da spalla agli W.A.S.P. al locale Troubadour. Nello spettacolo Kinison si riferiva alla sua presunta moglie, chiamandola bestia a causa del suo appetito sessuale. La notte seguente il concerto, Lawless riuscì a trovare l'ispirazione per completare la canzone.

## Tracce
1. Animal (Fuck Like a Beast) - 03:07
2. Show No Mercy - 03:48

## Formazione
- Blackie Lawless - voce, basso
- Randy Piper - chitarra
- Chris Holmes - chitarra
- Tony Richards - batteria